# Dimas Martín Socas
Dimas Martín Socas (Mahón, 1949) es un arqueólogo y catedrático de Prehistoria de la Universidad de La Laguna desde 1992. 

## Trayectoria
Su trayectoria investigadora se ha centrado, fundamentalmente, en el estudio de las  comunidades del Neolítico y de la Edad del Cobre de Andalucía. También ha trabajado puntualmente en el sur de Portugal y Marruecos, además de Canarias.
Su campo de trabajo se ha orientado, esencialmente, hacia el estudio de la interpretación de la dinámica socioeconómica de las comunidades de estos períodos en el sur peninsular, a partir del análisis de las actividades artesanales y su implicación en los cambios que se operan en la estructura organizativa e ideológica de estas sociedades. Igualmente, se ha centrado en el análisis del proceso de sedentarización que se produce a partir del desarrollo y consolidación de las estrategias económicas de las primeras comunidades de agricultoras, pastoras y artesanas en la región andaluza, desde mediados del VI milenio cal A.C. hasta el final de la Edad del Cobre, en el último tercio del III milenio cal AC.
Ha dirigido y/o participado, en colaboración con la profesora María Dolores Camalich Massieu, en más de 40 campañas de excavaciones y prospecciones arqueológicas en Andalucía, Canarias, Portugal y Marruecos, entre las que destacan las intervenciones realizadas en los yacimientos de Campos y Zájara (Cuevas del Almanzora, Almería), Las Pilas (Mojácar, Almería), Cabecicos Negros-Pajarraco (Vera, Almería), Pozo Negro (Antigua, Fuerteventura), Valle de la Cueva (Antigua, Fuerteventura), o Zonzamas (Teguise, Lanzarote), Quinta da Queimada (Lagos, Portugal), o en área de Azilah y M’zora (Tánger-Tetuán, Marruecos), Smara (Marruecos). Entre ellas, sobresalen los trabajos realizados o en curso en la Cueva de El Toro (Antequera, Málaga) y desde el año 2015 en la Necrópolis de La Beleña (Cabra, Córdoba).
Ha participado en numerosos proyectos o contratos con administraciones públicas, en calidad de investigador principal o integrante del equipo de investigación.

## Reconocimientos
Está vinculado a las siguientes instituciones científicasː
El Museo Canario (Las Palmas de Gran Canaria)
Miembro del Instituto de Estudios Canarios (La Laguna, Tenerife)
Académico correspondiente de la Real Academia de Nobles Artes de Antequera.
Académico correspondiente del Deutsches Archäologisches Institut, DAI (Berlín, Alemania).